# 酒田市立図書館
酒田市立図書館（さかたしりつとしょかん）は、山形県酒田市にある公共図書館の総称。酒田駅前交流拠点施設ミライニにある酒田市立中央図書館に加えて、酒田市立図書館八幡分館、酒田市立図書館松山分館、酒田市ひらた図書センターがある。

## 特色
資料検索、予約、貸出の管理等はシステムによって全館で共有されており、各館では相互に取寄や返却が可能となっている。また、酒田市内にある東北公益文科大学図書館とも連携しているため、同大学図書館の図書の取寄も可能（逆に、東北公益文科大学で酒田市立図書館の図書を取寄せることも可能）。
慶應義塾大学のHUMIプロジェクトと協力し、多くの資料や史料がデジタル化されており、一部は公式サイトから閲覧することができる。

## 歴史

### 光丘文庫（1925年～1950年）
1901年（明治34年）に発足した酒田書籍購読会（後に「酒田文庫」を経て「私立酒田図書館」に改称）による蔵書の縦覧所に遡る。これとは別に、酒田の豪商であった本間家3代目当主の本間光丘の遺志を継ぐ形で、同家8代目当主の本間光弥から資金及び蔵書が寄贈され、1925年（大正14年）に光丘文庫が完成し、私立酒田図書館の全蔵書も財団法人光丘文庫に寄贈された。

### 酒田市立光丘図書館（1958年～1982年）
1950年（昭和25年）、図書館法の施行に伴い、財団法人光丘文庫所有の建物及び蔵書の一部を借りて酒田市立図書館が設置された。さらに、1958年（昭和33年）には光丘文庫の建物及び蔵書等が酒田市に寄付される形で事業が承継され、光丘文庫は酒田市立光丘図書館に改称した。1975年（昭和50年）には酒田市立琢成小学校旧校舎内に子ども読書室として光丘図書館分室が開設された。

### 酒田市総合文化センター時代（1982年～2020年）
1982年（昭和57年）に酒田市立琢成小学校跡地に酒田市総合文化センターが開館すると、施設内に新たに酒田市立中央図書館が開館し、酒田市立光丘図書館は酒田市立光丘文庫に改称した。
2005年（平成17年）の新設合併に伴い、旧平田町にあった図書センターをひらた図書センターとし、旧八幡町地域及び旧松山町地域については、公民館図書室を分館として位置づけた。2006年（平成18年）4月22日には中央図書館内に児童図書室が開設された。

### 酒田駅前交流拠点施設ミライニ時代（2020年～）
2020年（令和2年）11月28日、酒田市立中央図書館が酒田駅前交流拠点施設ミライニに移転開館した。

## 各館

### 中央図書館
JR羽越本線酒田駅前の酒田駅前交流拠点施設ミライニにある。
- 休館日
  - 第2・第4水曜日

- 開館時間
  - 月曜日～土曜日：午前9時～午後9時
  - 日曜日・祝日：午前9時～午後7時

### ひらた図書センター
酒田市ひらたタウンセンター内に設けられている図書館である。2002年7月に飽海郡平田町が開設した図書センターを引き継ぐ形で運営しており、名称も他の分館と異なっている。
- 休館日
  - 年末年始（12月29日から翌年1月3日）
  - 第3月曜日
  - 特別整理期間

- 開館時間
  - 午前9時30分～午後6時30分（日曜・祝日は午後5時まで）

### 八幡分館
酒田市八幡タウンセンター内に設けられている酒田市立中央図書館の分館である。2006年5月、八幡中央公民館図書室を中央図書館の分館と改める形で開設された。
- 休館日
  - 年末年始（12月29日から翌年1月3日）
  - 第3日曜日
  - 特別整理期間

- 開館時間
  - 午前9時30分～午後6時30分（日曜・祝日は午後5時まで）

### 松山分館
酒田市松嶺コミュニティセンター内に設けられている酒田市立中央図書館の分館である。2006年5月、松嶺公民館図書室を中央図書館の分館と改める形で開設された。
- 休館日
  - 年末年始（12月29日から翌年1月3日）
  - 第3日曜日
  - 特別整理期間

- 開館時間
  - 午前9時30分～午後5時

## 酒田市立光丘文庫
日枝神社南東に位置する酒田市立図書館の一つである。本間家が歴代にわたって収集した古典籍のほか、古文書、酒田にゆかりのある人物にまつわる書物等を所蔵している。所蔵している資料の性格から、館内での閲覧に限られ、貸出は行われていない。

### 歴史
本間家3代目当主の本間光丘は、酒田北西部の海岸に防砂林としてクロマツを植林するなど、公益事業にも熱心であった。当時、最上川の渡し場一帯の治安が問題となっていたが、大規模な開発を行えば周辺に生育する茅が失われ、屋根や冬囲いの材料が不足することが懸念された。このため光丘は、旅人のための宿泊施設と、僧俗一般の勉学のための文庫を兼ねた寺を建てることを思い立ち、宝暦8年（1758年）以降、毎年のように庄内藩を経由して幕府へ願い出た。しかし、新たな寺の建立を禁止していた幕府から許可が下りることはなかった。なお、寛政12年（1800年）に致道館の設置が許可されているが、こちらは庄内藩の藩校であり、光丘が目指していたものとは異なる。
1918年（大正7年）、光丘に正五位が贈られたことを契機として、日枝神社の北東に光丘神社が作られ、さらに本間家の負担により光丘以来の蔵書などを寄贈することによって新たな文庫の建設が決まった。1925年（大正14年）に光丘文庫が竣功すると、酒田をはじめ山形県内の旧家から多数の蔵書が寄贈された。
1950年（昭和25年）、光丘文庫をから建物と蔵書の一部を借りる形で酒田市立図書館が設立され、1958年（昭和33年）に建物と蔵書などが酒田市に寄付された。この時、酒田市立光丘図書館に改称されている。1982年（昭和57年）、別地点に酒田市立中央図書館が完成したことに伴い、光丘図書館は名称を酒田市立光丘文庫に改称した。
建物の老朽化に伴い、光丘文庫は2016年（平成28年）7月31日をもって休館した。資料は酒田市役所中町庁舎へ移動のうえ、2017年（平成29年）1月を目途に一部が閲覧可能となる。建物の保存・活用方法は、休館後に酒田市で検討していく方針とされた。

### 建物
銅板ぶき鉄筋コンクリートブロック社殿造りの近代和風建築で、本館は2階建て、書庫は3階建てとなっている。社殿造りの外観である一方、森山式と呼ばれる鉄筋コンクリート構造を採用した洋式の内装となっている。内務省神社局の技師であった角南隆が設計し、施工は森山善平が行った。また、正面玄関の扁額は鶴岡出身の海軍軍人である佐藤鉄太郎によるもの。1996年（平成8年）、本館などが酒田市の指定有形文化財となった。

### 主な蔵書
本間家が歴代にわたって収集した書物などのほか、庄内地方を中心に、山形県内の旧家の文書や個人の蔵書が多く寄贈されており、主なものとして以下のものがある。
- 指定文化財
  - 松森胤保「両羽博物図譜」（山形県指定有形文化財）
  - 松森胤保「松森文庫」（山形県指定有形文化財）
  - 徳川光圀編「大日本史」写本（酒田市指定有形文化財）
  - 松平武右衛門「庄内藩古記録」（酒田市指定有形文化財）
  - 進藤重記「出羽一国御絵図」（酒田市指定有形文化財）
  - 伊藤鳳山「孫子詳解」（酒田市指定有形文化財）
- 旧個人蔵書
  - 大川周明旧蔵書（酒田市出身）
  - 伊藤吉之助旧蔵書（酒田市出身）
  - 石原莞爾旧蔵書（鶴岡市出身）

### 休館日・開館時間
- 休館日
  - 年末年始（12月29日から翌年1月3日）
  - 土・日曜日
  - 祝日
  - 特別整理期間

- 開館時間
  - 午前9時30分～16時45分